# سيث إل. ويلد
سيث إل. ويلد (بالإنجليزية: Seth L. Weld)‏ هو ضابط أمريكي، ولد في 19 فبراير 1879 في Sandy Hook, Maryland ‏ في الولايات المتحدة، وتوفي في 20 ديسمبر 1958.